# Сатіньї
Сатіньї (фр. Satigny) — громада  в Швейцарії в кантоні Женева.

## Географія
Громада розташована на відстані близько 140 км на південний захід від Берна, 10 км на захід від Женеви.
Сатіньї має площу 18,9 км², з яких на 19,5% дозволяється будівництво (житлове та будівництво доріг), 59,5% використовуються в сільськогосподарських цілях, 18,5% зайнято лісами, 2,5% не є продуктивними (річки, льодовики або гори).

## Демографія
2019 року в громаді мешкало 4273 особи (+18,7% порівняно з 2010 роком), іноземців було 25,9%. Густота населення становила 226 осіб/км².
За віковим діапазоном населення розподілялося таким чином: 26,5% — особи молодші 20 років, 59,3% — особи у віці 20—64 років, 14,2% — особи у віці 65 років та старші. Було 1363 помешкань (у середньому 3 особи в помешканні).
Із загальної кількості 9424 працюючих 252 було зайнятих в первинному секторі, 4312 — в обробній промисловості, 4860 — в галузі послуг.